# Мария Клементина Собеская
Мария Клементина Собеская (пол. Maria Klementyna Sobieska; 18 июля 1702, Олава, Силезия, Священная Римская империя — 18 января 1735, Рим) — внучка польского короля Яна III Собеского.

## Биография
Дочь Якова Людовика Собеского, старшего сына короля Яна III, и графини Гедвиги Елизаветы Амелии Нейбургской. Её старшая сестра Мария Каролина (известная как Шарлотта) была замужем за герцогом Бульонским.
Мария Клементина считалась одной из самых богатых наследниц Европы. Король Великобритании Георг I был настроен против намечавшегося брака Марии Клементины и Джеймса Стюарта, претендовавшего на английский престол и получавшего возможность иметь законных наследников.
Император Карл VI, действуя в интересах английского короля, арестовал Марию Клементину, направлявшуюся в Италию для вступления в брак с Джеймсом Стюартом. Она была заключена в Инсбрукском замке, ей удалось оттуда бежать в Болонью, где она по доверенности вышла за Джеймса Стюарта, который в то время находился в Испании.
Отец Марии Клементины Яков Собеский встретил с одобрением весть о её побеге, заявив, что, поскольку она помолвлена с Джеймсом Стюартом, то должна следовать за ним.
Мария Клементина и Джеймс Стюарт формально стали супругами 3 сентября 1719 в капелле епископского дворца в Монтефьясконе. По приглашению папы римского Климента XI, признавшего их королём и королевой Англии, Шотландии и Ирландии, Джеймс и Мария Клементина поселились в Риме.
Папа предоставил им охрану, выделил для проживания палаццо Мути на римской Пьяцца-ди-Санти-Апостоли и загородную виллу в Альбано. Ежегодно супругам из папской казны выплачивалось пособие — 12 000 крон. Климент XI и его преемник Иннокентий XIII считали католиков Джеймса и Марию Клементину законными королём и королевой Англии.
Совместная жизнь Джеймса и Марии Клементины оказалась недолгой. Вскоре после рождения их второго ребёнка, Мария Клементина оставила мужа и удалилась в римский женский монастырь Святой Цецилии. Причиной разрыва, по её словам, стала измена мужа. Джеймс настаивал на возвращении жены, утверждая, что греховно оставлять его и их детей. Однако через два года супруги развелись.
Мария Клементина умерла 18 января 1735 года. Она была похоронена по распоряжению папы Климента XII с королевскими почестями в соборе Святого Петра. Папа Бенедикт XIV заказал скульптору Пьетро Браччи надгробный памятник Марии Клементине (1742).

## Семья
У Марии Клементины и Джеймса Стюарта было два сына:
- Карл Эдвард Луи Филип Казимир Стюарт (1720—1788), или «Красавчик принц Карл», претендент на английский и шотландский престолы как Карл III в 1766—1788 годах. Был женат на Луизе Штольберг-Гедернской .
- Генри Бенедикт Мария Клемент Томас Фрэнсис Ксавьер Стюарт (11 марта 1725 — 13 июля 1807), кардинал герцог Йоркский. Якобитский претендент на английский и шотландский престолы с 1788 года под именем Генриха IX.